# Mark Prinsen
Mark Prinsen (Meppel, 12 maggio 1994) è un pattinatore di short track olandese.

## Biografia
Si è formato studiando ingegneria meccanica alla NHL Leeuwarden. Ha iniziato a preaticare lo short track all'età di 15 anni. Intrattiene una relazione sentimentale con la pattinatrice Freya Reitsma. È allenato dal commissario tecnico Jeroen Otter.
Ai Campionati mondiali di short track di Mosca 2015 ha vinto la medaglia di bronzo nella staffetta 5000 metri, gareggiando con i compagni di nazionale Daan Breeuwsma, Freek van der Wart e Sjinkie Knegt.

## Palmarès
- Campionati mondiali di short track

Mosca 2015:  nella staffetta 5000 m